# Bel Canto (gruppo musicale)
I Bel Canto sono un gruppo musicale dream pop norvegese originario di Tromsø e formatosi nella seconda metà degli anni ottanta.

## Stile
Il loro stile può classificarsi come pop, ma in modo più particolare è stato definito come in bilico tra il folk metafisico dei Popol Vuh ed il dream pop dei Cocteau Twins con influssi di musiche etniche.

## Storia
Il gruppo nasce dall'iniziativa di Anneli Marian Drecker (voce, tastiere), Nils Johansen (sintetizzatori, basso, chitarra) e Geir Jenssen (polistrumentista).
Firmarono per l'etichetta belga Crammed con cui pubblicarono l'album d'esordio White Out Conditions nel 1987 dove si fondono folk, musica elettronica alla Brian Eno, psichedelia dei primi Pink Floyd, musica classica e ritmi esotici.
L'album seguente Birds of Passage del 1989  viene registrato con una formazione a nove con violoncello, violino, tromba e corno, sono presenti richiami medievali sullo stile dei Dead Can Dance e atmosfere melodrammatiche senza mai eccedere negli arrangiamenti.
Abbandona il gruppo il tastierista e polistrumentista Geir Jenssen per dedicarsi al progetto Biosphere.
Nel 1992 i due componenti rimasti pubblicano Shimmering Warm And Bright, album interlocutorio.
Sono stati scelti dal comitato organizzatore delle Olimpiadi invernali 1994 di Lillehammer come gruppo ufficiale della manifestazione.
Ma è nel 1996, con la pubblicazione di Magic Box (Atlantic Records), il loro album della maturità, che forse toccano il loro vertice artistico. In questo lavoro il duo accelera il ritmo, la voce da contralto di Anneli Drecker si fa più elaborata, vi sono presenti oltre ai soliti riferimenti alla musica etnica e al pop, elementi della techno, del blues, ritmi caraibici, ballate noir e altro ancora. La cantante dichiara che la loro musica non deve avere più confini e la definisce "ethnic folk pop", l'ispirazione deve nascere non razionalmente ma dall'inconscio libera di esprimersi senza costrizioni.
Nel 1998 esce un nuovo album, Rush, senza ottenere però gli apprezzamenti dei precedenti, così come anche il sesto Dorothy's Victory (2002), che vira verso una certa lounge music senza particolari picchi artistici.
Il gruppo da allora ha fatto concerti ma non ha pubblicato nulla, e non si è mai sciolto. La cantante Anneli Drecker ha affiancato all'attività col gruppo una propria carriera solista.

## Formazione
Attuale
- Anneli Marian Drecker (voce, tastiere e piano)
- Nils Johansen (sintetizzatori, basso e chitarra acustica)

Ex membri
- Geir Jenssen (polistrumentista, fino al 1989)

## Discografia

### Album in studio
- 1987 - White-Out Conditions (Crammed Discs)
- 1989 - Birds of Passage (Crammed Discs)
- 1992 - Shimmering, Warm & Bright - (Dali)
- 1996 - Magic Box (Atlantic Records/Lava)
- 1998 - Rush (Sony Music, pubblicata l'anno successivo in Europa a titolo Images)
- 2002 - Dorothy's Victory (EMI Music Distribution)

### Raccolte
- 2001 - Retrospect